# Finta (gmina)
Finta – gmina w południowej Rumunii, administracyjnie należąca do okręgu Dymbowica.
W skład gminy wchodzi 4 miejscowości: Bechinești, Finta Mare (siedziba gminy), Finta Veche i Gheboaia. Według stanu na rok 2011 liczyła 4225 mieszkańców, zaś w roku 2021 jej liczebność wynosiła 4574 mieszkańców.